# Ministerio de Relaciones Exteriores y Movilidad Humana
El Ministerio de Relaciones Exteriores de Ecuador es el rector de la política internacional y es responsable de la gestión y coordinación de la misma, la integración latinoamericana y la movilidad humana, respondiendo a los intereses del pueblo ecuatoriano, al que le rendirá cuentas de sus decisiones y acciones en cumplimiento de los principios constitucionales y de las normas del derecho internacional, en el marco de los planes nacionales de desarrollo. También conocido como Cancillería (y por lo tanto quien lo detente es el/la canciller).

### Sede central
Este ministerio tiene su sede en el Palacio de Najas, en el sector de La Mariscal al norte de Quito.